# Flugzeugkollision von Zagreb
Koordinaten: 45° 53′ 33″ N, 16° 18′ 38″ O
Bei der Flugzeugkollision von Zagreb vom 10. September 1976 kollidierten im betreffenden Luftraum eine Hawker Siddeley Trident der British Airways und eine Douglas DC-9 der jugoslawischen Inex Adria Airways. Grund dafür war ein überlasteter Luftraum, kombiniert mit Fehlhandlungen und technischen Fehlanzeigen bei der Flugverkehrskontrolle. Insgesamt kamen 176 Personen ums Leben, darunter 107 deutsche Staatsangehörige.
Im Luftraum über dem damals blockfreien Jugoslawien kreuzten sich mehrere Luftstraßen. Damit verbunden war das Problem einer starken Beanspruchung der Fluglotsen, vor allem auch mit der Kontrolle des Luftraums über Zagreb. Binnen fünf Jahren hatte man dort zuvor bereits 32 Beinahe-Kollisionen registriert.

## Flugzeuge
Das betroffene Flugzeug der British Airways war eine Hawker Siddeley Trident 3B mit der Werknummer 2320, die mit drei Rolls-Royce Spey MK 512-5w Mantelstromtriebwerken sowie einem Zusatztriebwerk für den Start (Rolls-Royce RB.162-86 Turbojet) ausgestattet war. Es hatte 8627,44 Flugstunden und 6952 Landungen absolviert und ein Lufttüchtigkeitszeugnis, das bis zum 27. Mai 1978 gültig war.
Das betroffene Flugzeug der Inex Adria Airways war eine Douglas DC-9-32 mit der Werknummer 47649, die mit zwei JT8D-9A Mantelstromtriebwerken ausgestattet war. Es hatte 1345,22 Flugstunden und 990 Landungen absolviert und ein Lufttüchtigkeitszeugnis, das bis zum 5. März 1977 gültig war.

## Besatzungen
Die Cockpit-Besatzung der Trident bestand aus dem 44-jährigen Kapitän Dennis V. Tann, dem 29-jährigen Ersten Offizier Brian E. Helm und dem 24-jährigen Zweiten Offizier Martin J. Flint. Die Cockpit-Besatzung der DC-9 bestand aus dem 41-jährigen Kapitän Jože Krumpak und dem 29-jährigen Ersten Offizier Dušan Ivanuš.

## Verlauf

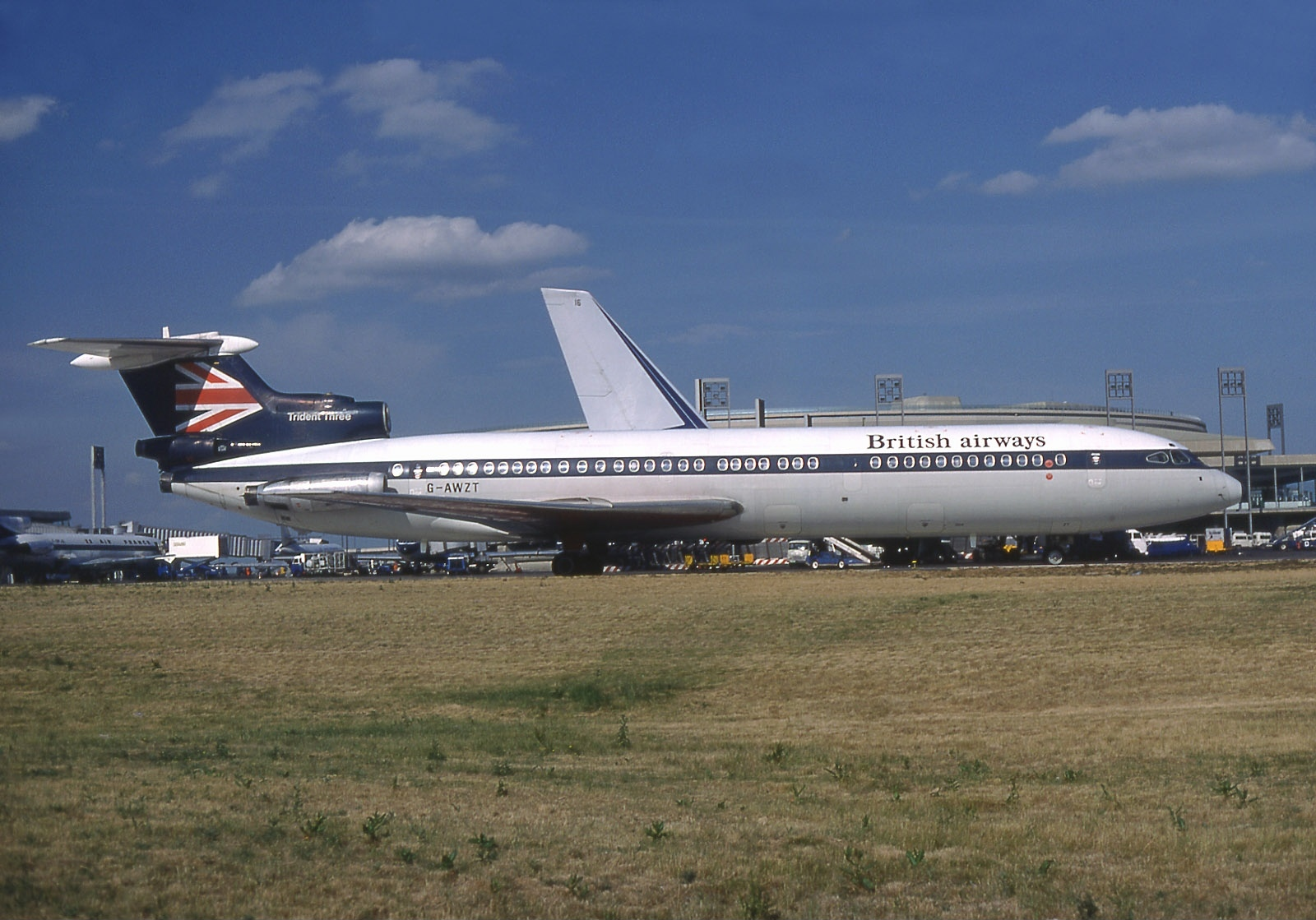
Die verunglückte BEA-Trident

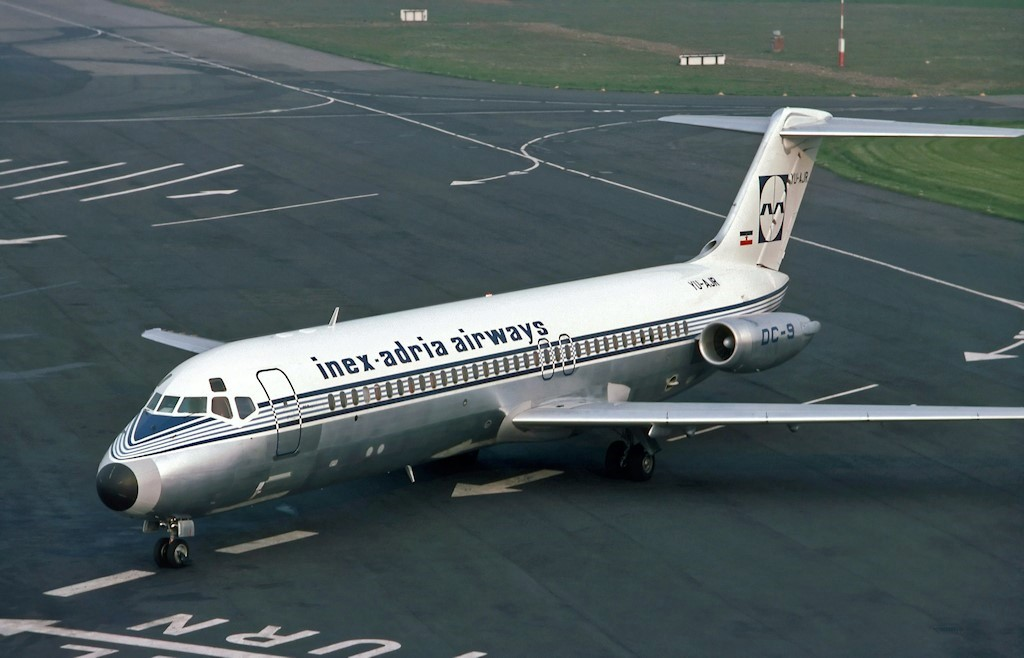
DC-9 YU-AJR der Inex-Adria

Die britische Trident war in London in Richtung Istanbul gestartet, die DC-9, die fast ausschließlich deutsche Urlauber beförderte, im jugoslawischen Ferienort Split in Richtung Köln. Für den Hauptakteur bei der Bezirkskontrollstelle Zagreb, den 28-jährigen Fluglotsenassistenten Gradimir Tasić, war dieser 10. September bereits der dritte 12-Stunden-Tag der Woche. Als sich die beiden Flugzeuge dem Luftraum über Zagreb näherten, ereignete sich in dieser Flugsicherungszentrale ein vermutliches Missverständnis: Einer der Lotsen fragte Tasić, auf den überfüllten Radarschirm zeigend, ob er die DC-9 in den (von Tasić kontrollierten) „oberen Luftraum“ schicken könne. Tasić, der wegen einer anderen Sache gerade ins Mikrofon gesprochen hatte, bezog den Fingerzeig schlicht auf eine andere Maschine in der Nähe und nickte ungeduldig. Der fragende Lotse nahm dies als Zustimmung für einen Steigflug der DC-9 in den oberen Bereich.
Der Fluglotse des oberen Bereichs Tasić sah auf seinem Radarschirm die Höhe der Trident möglicherweise falsch - die Besatzung hatte ihm angegeben, sie flögen auf Flight Level 330, während Tasić eine Radar-Anzeige von FL 332 oder 335 erhielt. Weil Tasić mit vier anderen Flugzeugen kommuniziert hatte, erfolgte der erste Funkkontakt der DC-9 (trotz Funklücken von bis zu 13 Sekunden) erst rund zwei Minuten nach dem Einflug in den oberen Luftraum. Erst in diesem Moment wurde Tasic die Situation bewusst: Die DC-9-Besatzung meldete sich mit einem Flight Level 325 und auf Tasićs sofortige Nachfrage mit Flight Level 327. Tasić folgerte, dass die sofortige Anordnung zum Weiterflug der DC-9 ohne weiter zu Steigen für genügend Abstand sorgen würde und warnte die DC-9 am Schluss eines Funkspruchs, begonnen um 10 Uhr 14 und 29 Sekunden, vor einem Flugzeug auf FL 335. Er tätigte diesen letzten Funkspruch vor der Kollision mit der DC-9-Crew in serbokroatischer Sprache, so dass die Besatzung des britischen Flugzeugs keinen Hinweis auf ein Kollisionsproblem erhielt. Drei Sekunden vor der Kollision bestätigte die Crew der DC-9, dass sie nun genau Level 330 hielten. Um 10 Uhr 14 und 41 Sekunden prallten die beiden Flugzeuge zusammen, wobei die linke äußere Tragfläche der DC-9 ins Cockpit der Trident hineinschnitt, wodurch die drei Piloten dort auf der Stelle getötet wurden. Die Trident erlitt eine explosive Dekompression, wodurch der vordere Bereich wegbrach. Das Leitwerk wurde von diesem vorderen Bereich getroffen und dadurch ebenfalls abgerissen. Durch das Gewicht ihrer Triebwerke schlug die Trident mit dem Heck voraus auf dem Boden auf.
Bei der DC-9 wurde das linke Triebwerk durch Einsaugen von Trümmerteilen beschädigt, außerdem verlor sie 5  Meter der linken Tragfläche und ging in einen Sturzflug über. Der Voice-Recorder zeichnete die letzten Worte des Inex-Copiloten D. Ivanuš auf: „Wir sind erledigt – Goodbye, goodbye“. Etwa 26 Kilometer nordöstlich von Zagreb prallten die beiden Maschinen am Boden auf. Niemand überlebte den Absturz, 176 Tote waren zu beklagen. Eine benachbarte Kleinstadt blieb knapp verschont.
Der Unfallbericht erwähnte für beide Besatzungen die Unterlassung einer genaueren visuellen Kontrolle des Luftraums. Beide waren mit Kondensstreifen unterwegs und die Sicht war gut. Die britische Besatzung hätte aufmerksam werden können oder reagieren müssen, als die DC-9 ihrerseits rapportierte, beim VOR Zagreb auf Höhe 325, und dann auf 327 zu fliegen, in derselben Minute ihres eigenen Eintreffens dort. Die Kontrolle des Luftraums hätte auch durch die Crew der jugoslawischen Maschine erfolgen sollen nach der Warnung durch den Fluglotsen.

## Rechtliche Aufarbeitung
Zunächst waren vier Fluglotsen festgenommen worden. Beim Gerichtsverfahren fiel die Hauptschuld auf Tasić, relativiert aber durch das Radar-Versagen. Sieben Mitangeklagte wurden freigesprochen. In einem späteren Berufungsverfahren wurde eingeräumt, dass der zu Gefängnis verurteilte Tasić diese Situation unmöglich auf sich alleine gestellt bewältigen konnte.

## Film
- Die Flugkatastrophe von Zagreb wurde 1979 in der britischen TV-Produktion „Collision Course“ unter der Regie von Leslie Woodhead verfilmt.[14][15]